# Bazylika Matki Bożej Płaczącej z La Salette w Dębowcu
Bazylika Matki Bożej Płaczącej z La Salette w Dębowcu – kościół należący do zgromadzenia Saletynów. Jest częścią Sanktuarium Matki Bożej Saletyńskiej w Dębowcu zwanym Polskim La Salette. 

## Historia
Świątynia została wybudowana w latach 1936–1939 według projektu architekta Witolda Rawskiego ze Lwowa. 21 września 1941 została uroczyście poświęcona przez księdza Franciszka Kasaka, dziekana z Nowego Żmigrodu. 17 września 1944 kościół został zniszczony przez lotnictwo sowieckie, ponieważ w klasztorze Saletynów stacjonowali żołnierze Wehrmachtu. W 1966 obecna budowla została konsekrowana przez biskupa przemyskiego Ignacego Tokarczuka.
20 maja 2012 roku decyzją papieża Benedykta XVI świątynia została ustanowiona bazyliką mniejszą.

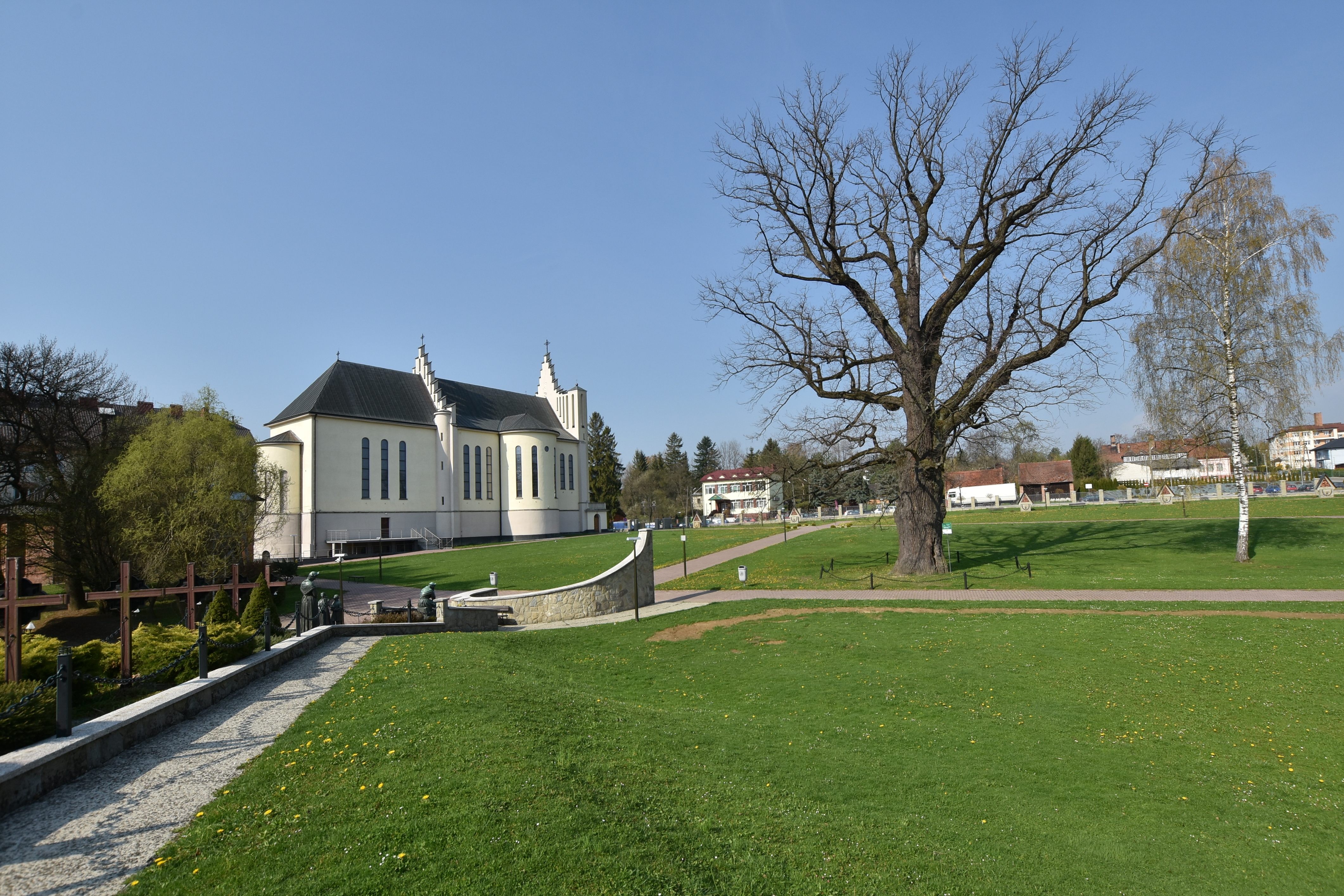
Widok ogólny
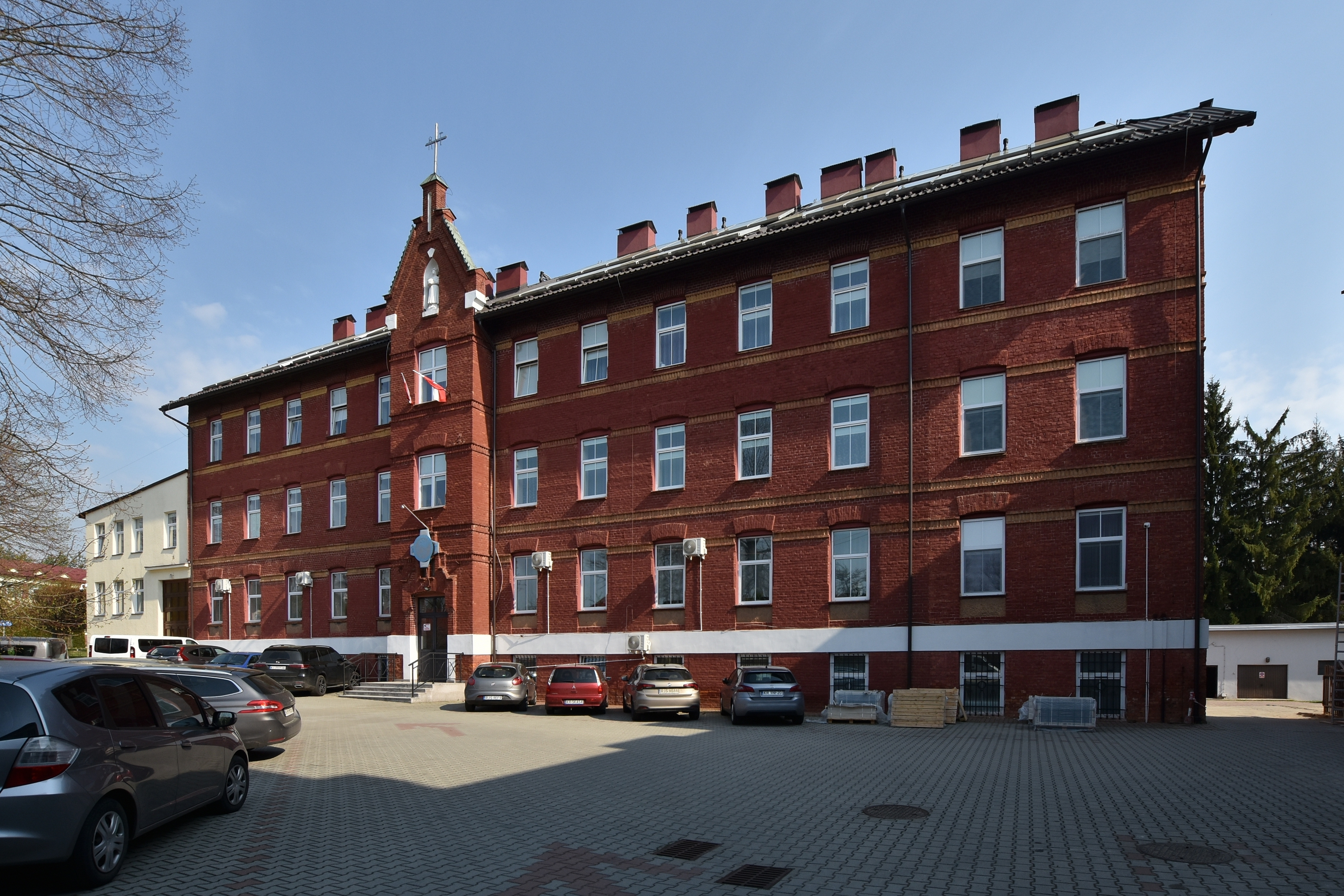
Klasztor
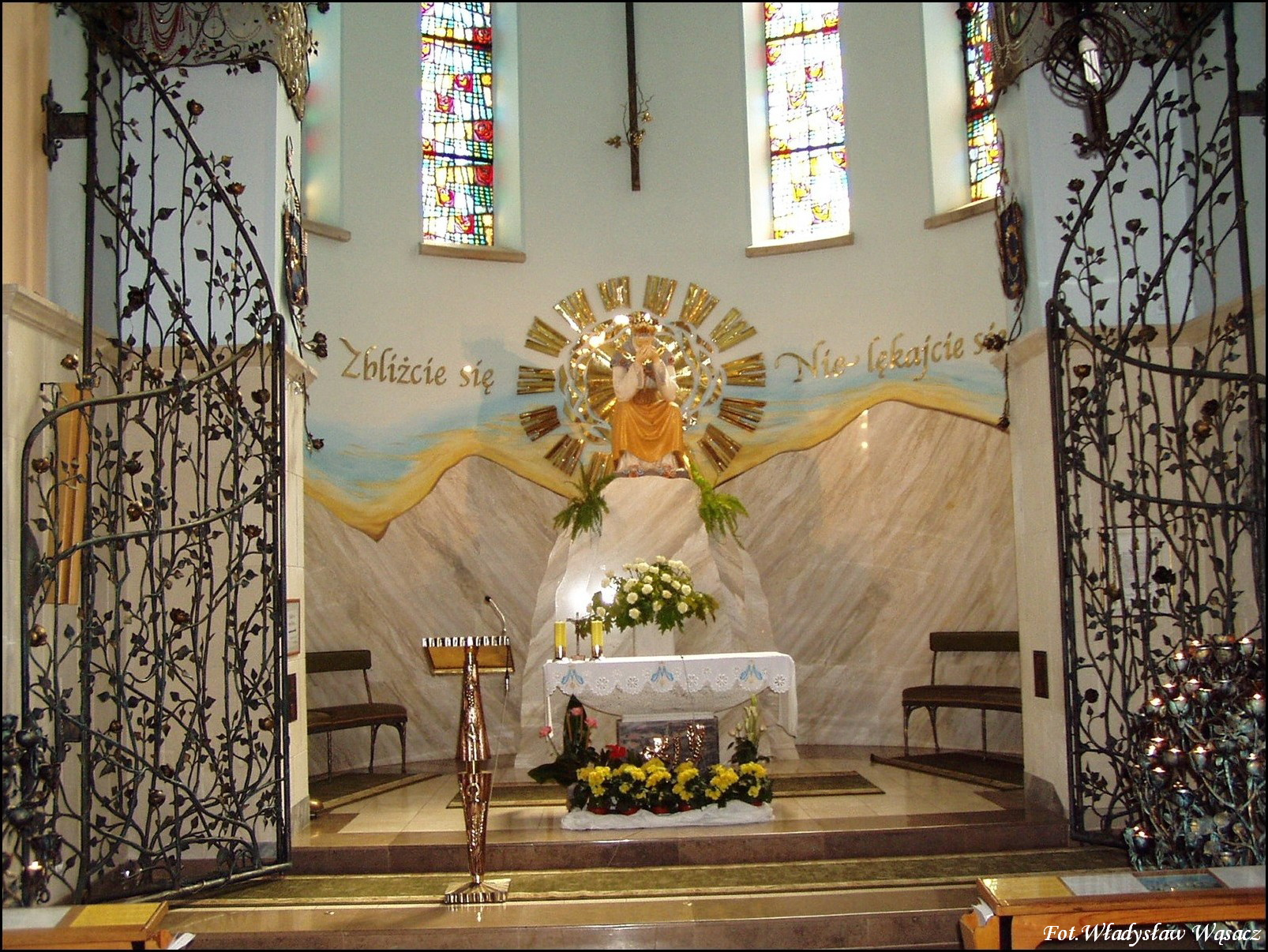
Figura Matki Bożej Płaczącej

## Cudowna figura
Obiektem szczególnej czci jest figura Matki Bożej Płaczącej, znajdująca się w bocznej kaplicy świątyni. Jest to rzeźba o wysokości 130 cm, wierna kopia rzeźby z La Salette. Ukazuje Maryję siedzącą na kamiennej skale, z twarzą ukrytą w dłoniach i pochyloną do przodu. Została wykonana z drewna w 1959 i pokryta polichromią w Krakowie w 1960. Rzeźba została wykonana przez rzeźbiarza Edwarda Kosia, według modelu prof. Franciszka Kalfasa z Krakowa. 15 września 1996 została udekorowana papieskimi koronami przez ówczesnego nuncjusza apostolskiego, ks. abp. Józefa Kowalczyka.